# Wozzup - La casa di Italia 1
Wozzup - La casa di Italia 1 era un programma di attualità destinato soprattutto a ragazzi ed adolescenti, condotto da Daniele Bossari assieme all'ex velina Marina Graziani, andato in onda su Italia 1 dal 4 dicembre 2000 al 13 luglio 2001, attorno alle 15 dal lunedì al venerdì.
Il programma si proponeva di intervistare ad ogni puntata un vip diverso, soprattutto quelli molto in voga tra i giovani. Durante l'intervista vengono lanciati dei servizi riguardanti principalmente sondaggi, moda e cose strane dal mondo.
Lo studio del programma era costituito da una villetta di Arcore, molto colorata e circondata da bovindi che affacciano su una piscina. L'ospite di turno veniva fatto stare in luoghi diversi della casa (cucina, salotto o camera da letto) e, al termine di ogni puntata, lasciava in regalo qualcosa di suo, che rimaneva esposto nella casa, e spesso, gli veniva regalato un ritratto estemporaneo  eseguito dall'artista  Valentino Menghi.
Il titolo del programma deriva da una storpiatura in pronuncia italiana della locuzione inglese What's up?, che è un modo slang per dire Come va?